# 蘇文炳
蘇文炳（？年—？年），字虎臣（黼臣、甫臣），四川彰明縣人，道光二十九年己酉科拔貢，咸豐二年壬子科四川鄉試中式舉人，咸豐三年中式會試，六年殿試成進士，咸豐八年署甘肅隆德縣知縣，九年入闈，咸豐十年署大通縣知縣，同治二年署崇信縣知縣。同治四年補授古浪縣知縣，同治八年八月補靈台縣知縣、渭源縣知縣，同治十二年六月選武威縣知縣，署靜寧州知州。光緒三年推升鑾儀衛經歷，光緒四年病故，附祀名宦祠